# Sainte-Marie-d'Alvey
Sainte-Marie-d'Alvey es una comuna francesa situada en el departamento de Saboya, en la región Auvernia-Ródano-Alpes.

## Demografía
| 119 | 106 | 95 | 94 | 108 | 130 | 134 | 120 |
| Para los censos de 1962 a 1999 la población legal corresponde a la población sin duplicidades (Fuente: INSEE [Consultar]) |     |    |    |     |     |     |     |